# Verona Challenger
Il Verona Challenger è stato un torneo professionistico di tennis giocato su campi in terra rossa. Faceva parte dell'ATP Challenger Series. Si è giocato annualmente a Verona in Italia dal 1988 al 1990.

## Albo d'oro

### Singolare
| Anno | Campione           | Finalista         | Punteggio     |
| ---- | ------------------ | ----------------- | ------------- |
| 1988 | Massimo Cierro     | Carlos Costa      | 5–7, 6–2, 7–5 |
| 1989 | José Manuel Clavet | José Luis Aparisi | 7–6, 7–6      |
| 1990 | Richard Krajicek   | Jacco Eltingh     | 6–4, 6–4      |

### Doppio
| Anno | Campioni                            | Finalisti                      | Punteggio     |
| ---- | ----------------------------------- | ------------------------------ | ------------- |
| 1988 | Ronnie Båthman Stefan Svensson      | Marcello Bassanelli Ugo Pigato | 6–4, 1–6, 6–4 |
| 1989 | Francisco Clavet José Manuel Clavet | Corrado Aprili Bruce Derlin    | 7–5, 6–4      |
| 1990 | Sláva Doseděl Dmitrij Poljakov      | Jacco Eltingh Menno Oosting    | 6–0, 6–7, 6–4 |